# هیو جکمن
هیو مایکل جکمن (انگلیسی:  Hugh Michael Jackman؛ زاده ۱۲ اکتبر ۱۹۶۸) بازیگر استرالیایی است. هیو جکمن برای بازیگری در نقش‌هایی متضادِ هم در ژانرهای گوناگون فیلم در سراسر جهان شناخته شده و گستردگی زمینهٔ کاری از شناسه‌های او است.

## آغاز زندگی
والدین او اهل انگلستان بودند که به استرالیا سفر کرده و وی در آنجا زاده شد.

## بازیگری
هیو جکمن بیشتر برای بازی طولانی مدت در نقش وُلوِرین در سری فیلم‌های مردان اکس شهرت دارد که برای آن رکورد جهانی گینس طولانی‌ترین حضور در نقش یک ابرقهرمان سینمایی را دریافت کرد. همچنین بازی او در کمدی-رمانتیک کیت و لئوپولد، فیلم اکشن-ترسناک ون هلسینگ، درامای علمی-تخیلی پرستیژ و چشمه، درامای رمانتیک تاریخی استرالیا، نسخه سینمایی بینوایان، معمایی مهیج زندانیان و موزیکال بزرگ‌ترین شومن تحسین منتقدان را برانگیخت. هیو جکمن برای ایفای نقش در فیلم بی‌نوایان نامزد جایزه اسکار بهترین بازیگر نقش اول مرد، نامزد جایزه بفتای بهترین بازیگر نقش اول مرد و برنده جایزه گلدن گلوب بهترین بازیگر مرد فیلم موزیکال یا کمدی سال ۲۰۱۳ شد.
در تئاتر، او جایزه تونی را برای بازی در پسری از آز به دست آورد و در موسیقی برنده جایزه گرمی برای آلبوم موسیقی فیلم بزرگ‌ترین شومن شد. هیو جکمن مجری چهار دوره از جوایز تونی بود و برای این اجراها برنده جایزه امی شد. او اجرای هشتاد و یکمین دوره جوایز اسکار را نیز بر عهده داشت و برای آن نیز نامزد جایزه امی شد.

## نماد جذابیت
جکمن توسط رسانه‌های گوناگون به عنوان یکی از جذاب‌ترین مردهای جهان شناخته شده است. از جمله امپایر که او را یکی از سکسی‌ترین ستارگان در تاریخ سینما نامیده است مجله پیپل او را یکی از زیباترین انسان‌های جهان معرفی کرده است. او در فهرست ۱۰۰ ستاره ثروتمند فوربز ظاهر شد و در سال ۲۰۱۳ در صدر فهرست قدرتمندترین بازیگران دنیا توسط فوربز قرار گرفت.

## موسیقی
جکمن در کنار هنرپیشگی به حرفهٔ خوانندگی، نوازندگیِ پیانو، گیتار، ویولون و رقصندگی نیز می‌پردازد و چندین اجرای زنده از جمله تور کنسرت مرد. موسیقی. نمایش. را داشته است. فعالیت در چندین رشتهٔ ورزشی و حمایت و شرکت در فعالیت‌های خیریه از جمله دیگر علایق و فعالیت‌های وی هستند.

## سرطان پوست
هیو جکمن در سال ۲۰۱۳ برای نخستین‌بار تحت عمل جراحی سرطان پوست قرار گرفت. او در سال ۲۰۱۵ در گفتگو با مجله پیپل گفت که ابتلای او به سرطان پوست برایش غافلگیرکننده بوده و چون هرگز در بزرگسالی کرم ضدآفتاب نزده، مستعد اصلی آن بوده است. جکمن تا سال ۲۰۲۳ دستکم ۶ عمل جراحی برای درمان این سرطان داشته است. او در آوریل ۲۰۲۳ اعلام کرد که دوباره به سرطان پوست مبتلا شده است.